# Accident ferroviari de Tessàlia
L'accident ferroviari de Tessàlia va ocórrer en la nit del dia 28 de febrer del 2023, quan dos trens van xocar en la perifèria de Tessàlia, en la zona de Tessàlia, Grècia, la qual cosa va resultar en la mort d'almenys 32 persones i lesions a més de 85. Això ha convertit en l'accident ferroviari més mortal a Grècia des de l'any 1968.

## Antecedents
El tren de passatgers transportava 350 passatgers des d'Atenes fins a Tessalònica. D'altra banda, el tren de mercaderies viatjava des de Tessalònica cap a Larissa. La col·lisió va ocórrer en el ramal que uneix Atenes i Tessalònica.

## Col·lisió
El tren de passatgers i el tren de mercaderies es van xocar de front a prop del poble d'Evangelismos, la qual cosa va resultar en la mort de 32 persones i lesions a altres 85, inclosos 25 que van resultar greument ferits.

## Repercussions
L'impacte va ocasionar que tant la locomotora i els dos primers vagons del tren de passatgers hagin sigut destrossats, producte de la col·lisió, mentre que uns altres es van començar a cremar. Es va informar que 17 vehicles i 150 bombers intentaven apagar les flames. Els esforços de rescat n'hi son en marxa, amb 40 ambulàncies i més de 30 oficials de policia en el lloc de la col·lisió. 250 passatgers supervivents van ser evacuats del lloc de col·lisió en autobusos a Tessalònica, inclosos aquells amb ferides lleus. La policia va interrogar a dos funcionaris ferroviaris després de l'accident. Es va contactar a l'exèrcit hel·lènic per a ajuda. Es va organitzar un govern d'emergència després de l'accident, i el ministre de salut grec Thanos Plevris ha anat a visitar l'escena del desastre.